# جزیره کوکوس
جزیره کوکوس (اسپانیایی: Isla del Coco‎) جزیره‌ای متعلق به کشور کاستاریکا است.
این جزیره که در اقیانوس آرام واقع شده در ۵۵۰ کیلومتری سواحل کاستاریکا قرار دارد و دارای ۲۳٫۸۵ کیلومترمربع مساحت و ۲۳٫۳ کیلومتر خط ساحلی می‌باشد.
جزیره کوکوس در سال ۱۹۹۷ در فهرست میراث جهانی یونسکو ثبت شده است.

## نگارخانه

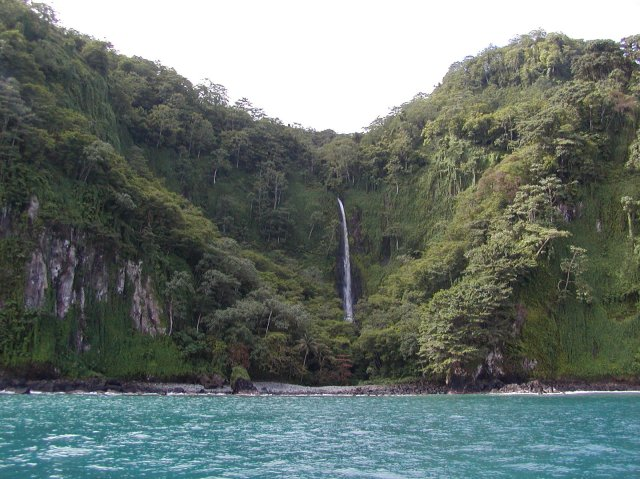
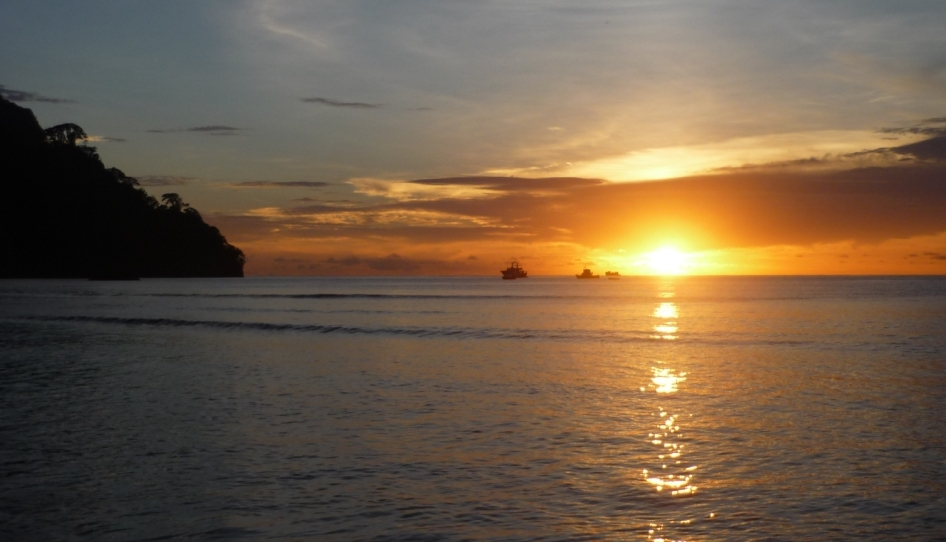
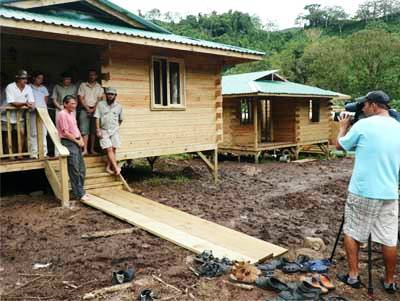
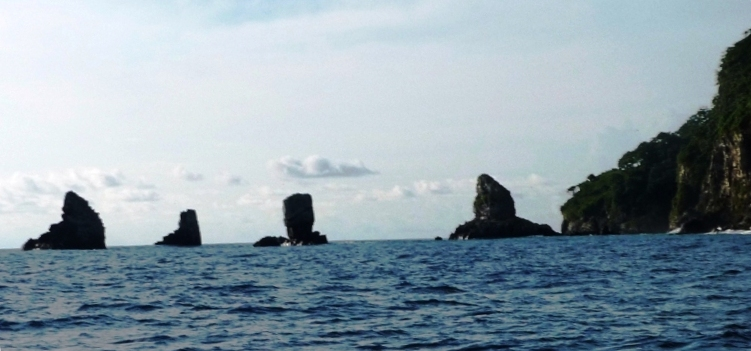
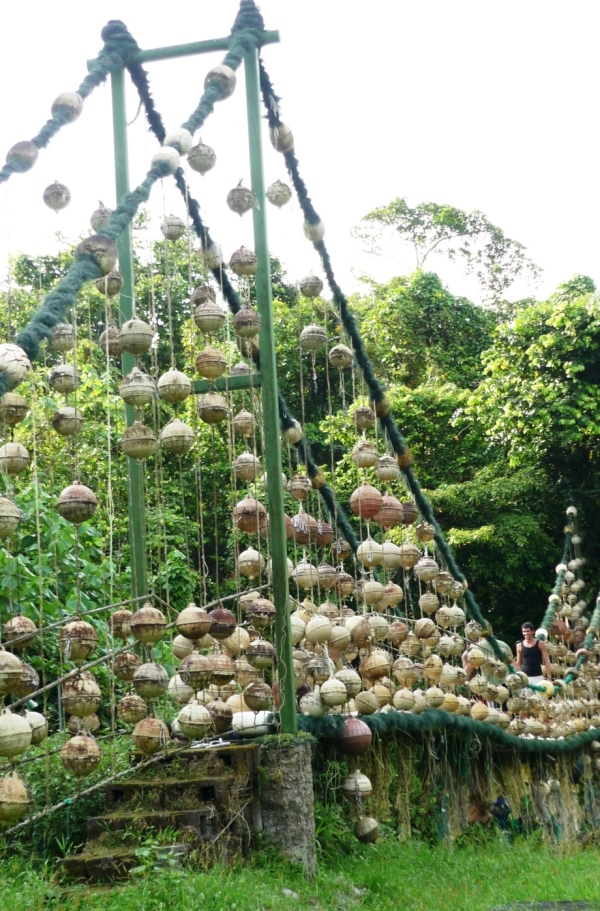
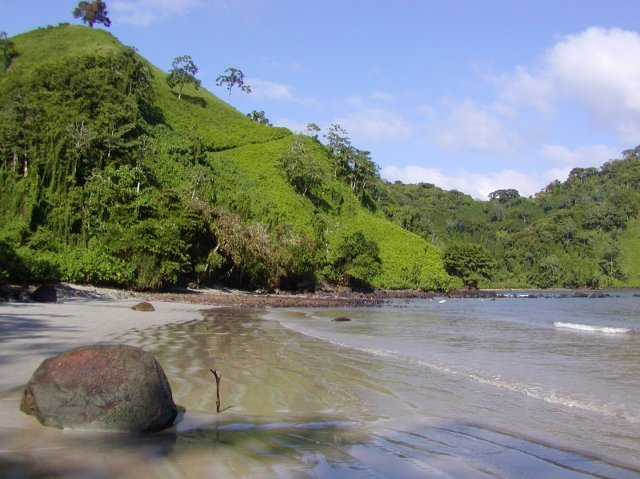